# Rosiclare (Illinois)
Rosiclare je grad u američkoj saveznoj državi Ilinois. Prema popisu stanovništva iz 2010. u njemu je živjelo 1.160 stanovnika.